# Times Like These (álbum)
Times Like These es el segundo y último álbum de estudio del músico canadiense Rick Danko, publicado por la compañía discográfica Breeze Hill Records en agosto de 2000. El disco, publicado de forma póstuma un año después de la muerte de Danko, fue grabado en diferentes estudios a lo largo de la década de 1980 y de 1990, recopilando un total de ocho canciones de estudio y dos temas interpretados en directo. 
Parte de las canciones, en las que Danko estaba trabajando antes de su muerte en diciembre de 1999, proceden de un proyecto archivado en 1993: «Times Like These» —que dio título al álbum—, «Ripple» —sugerida por el presidente de Breeze Hill Records, que publicó el álbum—, «You Can Go Home», «People of Conscience» y dos regrabaciones inacabadas de «All Our Past Times» —publicada originalmente en el álbum de Eric Clapton No Reason to Cry— y «This Wheel's on Fire» —publicada en el álbum de The Band Music from Big Pink.
De las cuatro restantes, «Book Faded Brown» y «Let the Four Wind Blow» proceden del último concierto de Danko, ofrecido el 6 de diciembre de 1999, y ambos incluyeron sobregrabaciones realizados por Hurwitz y otros músicos. «Chain Gang» procede de las sesiones del álbum de The Band High on the Hog, mientras que «Change is God», que contó con la colaboración de Joe Walsh, data de una sesión de 1993 para un proyecto de Elektra Records. 
Times Like These fue publicado en Europa en 2003 con una portada diferente y una lista de canciones modificada.

## Lista de canciones
| N.º | Título                    | Escritor(es)                          | Duración |  |
| 1.  | «All Our Past Times»      | Rick Danko, Eric Clapton              | 3:46     |  |
| 2.  | «American Beauty»         | Jerry Garcia, Robert Hunter           | 5:41     |  |
| 3.  | «Times Like These»        | Rick Danko                            | 4:19     |  |
| 4.  | «Book Faded Brown»        | Paul Jost                             | 3:12     |  |
| 5.  | «Chain Gang»              | Sam Cooke                             | 4:10     |  |
| 6.  | «Change is Good»          | Rick Danko,Jim Tullio, Ed Kaercher    | 4:10     |  |
| 7.  | «Sip the Wine»            | Rick Danko, Tim Drummond              | 5:19     |  |
| 8.  | «This Wheel's on Fire»    | Rick Danko, Bob Dylan                 | 5:06     |  |
| 9.  | «You Can Go Home»         | Rick Danko, Tom Pacheco               | 5:34     |  |
| 10. | «Let the Four Winds Blow» | Dave Bartholomew, Antoine Fats Domino | 3:22     |  |
| 11. | «People of Conscience»    | Tom Pacheco                           | 4:10     |  |

## Personal
- Rick Danko: voz, bajo, guitarra acústica y coros
- Richard Bell: sintetizador
- Gary Burke: batería
- Chris "Hambone" Cameron: órgano Hammond
- Randy Ciarlante: batería y coros
- Terry Danko: bajo
- Mike DeMicco: guitarra acústica y mandolina
- Mike Dunn: bajo
- Jim Eppard: guitarra acústica, lap steel guitar y mandolina
- Hank Guaglianoe: batería
- Levon Helm: armónica y mandolina
- Garth Hudson: acordeón, teclados, saxofón alto, saxofón soprano, saxofón tenor y sintetizadores
- Maud Hudson: coros
- Aaron Hurwitz: acordeón, bajo, órgano, piano, sintetizador y coros
- Bashiri Johnson: percusión
- Dennis Johnson: bajo
- Tom Malone: trombón y tuba
- Greg Marsh: percusión
- Tom Pacheco: guitarra acústica
- Larry Packer: viola
- Scott Petito: bajo
- Bill Rupert: guitarra
- Dean Sharp: batería
- Beth Reineke: coros
- Leslie Ritter: coros
- Marie Spinosa: percusión y coros
- Jim Tullio: guitarra y coros
- Sredni Vollner: armónica
- Joe Walsh: guitarra, piano y coros
- Jim Weider: dobro, guitarra y mandolina
- Eric Weissberg: banjo y guitarra